# Mariblanca Armenteros
Mariblanca Armenteros es una cantante cubana.

## Biografía
Nace a La Habana, Cuba. Desde muy temprana edad comenzó su carrera, con grupos de importancia artística. Con la persistencia que lleva toda carrera artística comenzó a estudiar canto en los Conservatorios de Música de Superación Profesional de Matanzas y La Habana (Ignacio Cervantes).
Luis Carbonell uno de sus profesores y repertoristas, nominado uno de los protagonistas más importantes de la cultura musical cubana (cultura de cuba). En este mismo período recibe clases de canto y de interpretación de la gran compositora Isolina Carrillo, autora de una de las canciones de bolero más famosa al mundo, «Dos gardenias».

Colabora con su Grupo Yanakuna en las grabaciones del disco, Mi gatico vinagrito de la mítica Teresita Fernández, con los productores Sara González y Lucía Huergo, clasificándose con el primer premio de discografía cubana Premio EGREM, en su género musical. 

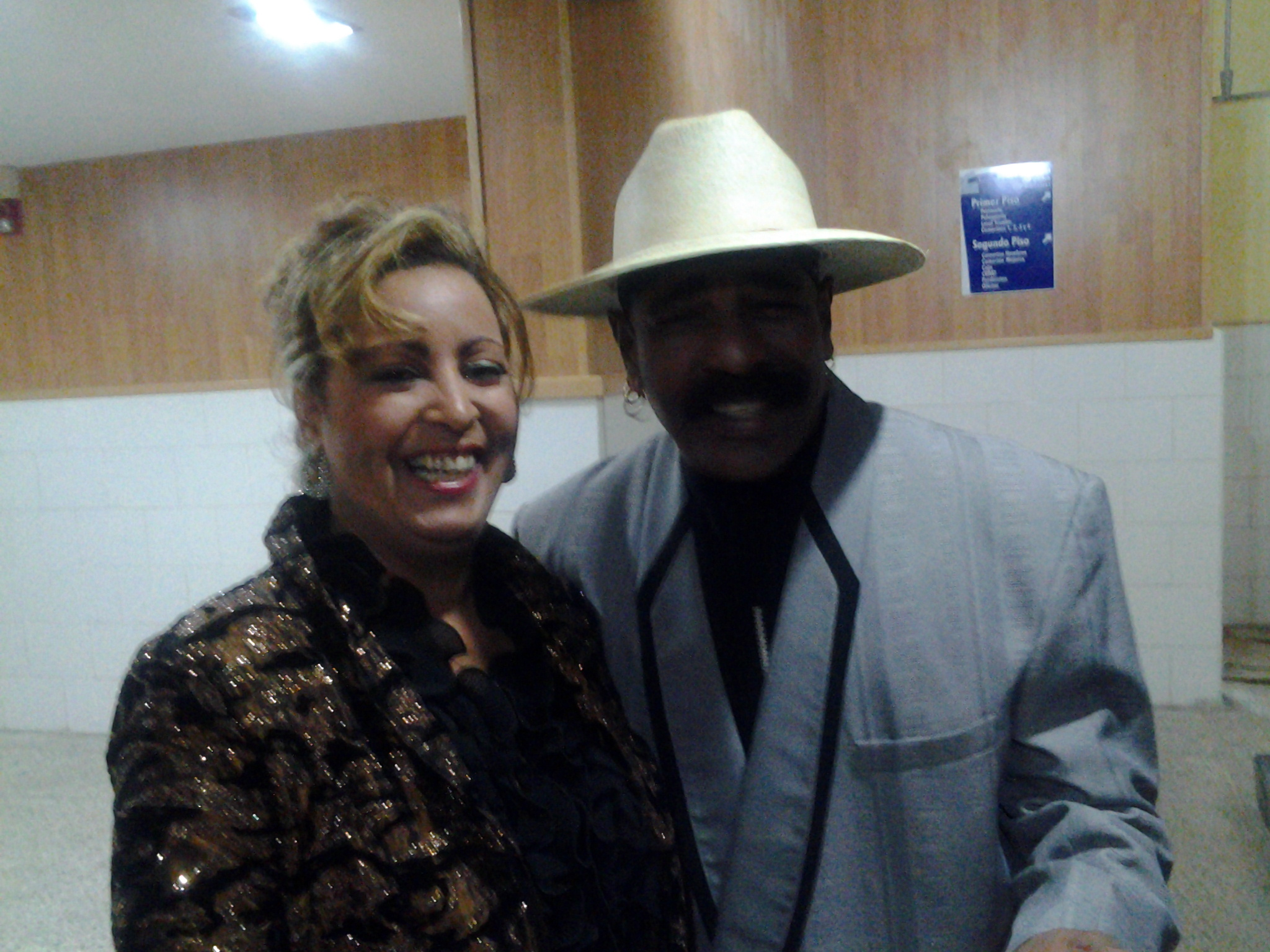
Mariblanca con Pedrito Calvo

 En el 1990, llega a su mayor intensidad artística y profesional, el actor y director artístico Joel Porro quien la encamina en sus primeros pasos, compartiendo el escenario con profesionales cantantes que interpretan el bolero, entre los que representan Roberto Sánchez, Alfredo Martínez, Maria Elena Pena, Mundito González, Francisco Céspedes, Maureen Iznaga, José Valladares, Pablo Santamaría, Anais Abreu y Narciso Suárez.

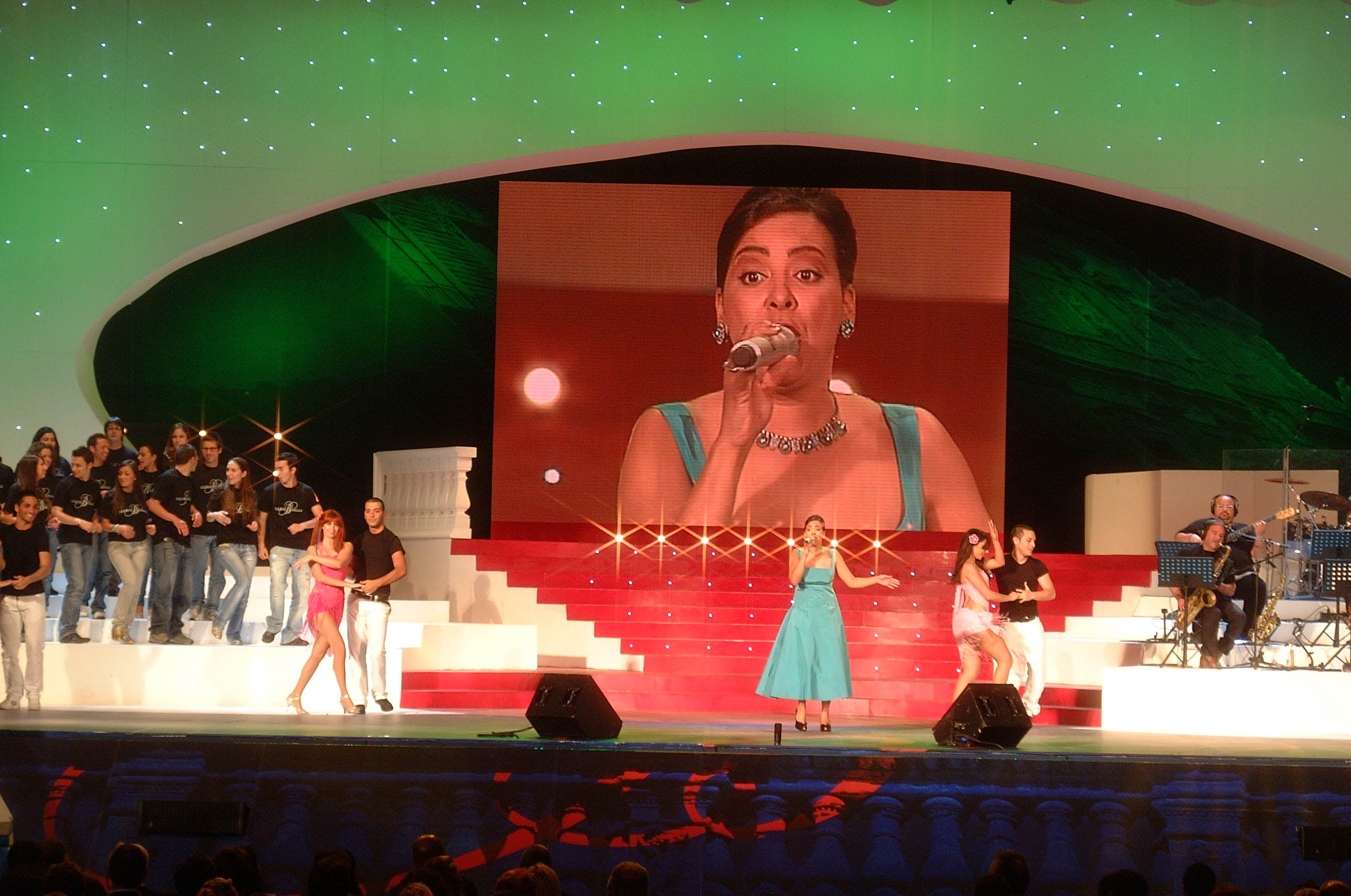
Mariblanca con el Premio Barocco

En el género de la música tradicional y música campesina, Adolfo Alfonso, Anna María Chomat, El Jilguero de Cienfuegos, Marthica Morejón, Isabelita Pérez, Nene Álvarez,Fefita Hernandez, Cinquillo Cubano, Tanda de Guaracheros, Septeto Nacional Ignacio Piñeiro, Sexteto Habanero y Sexteto Típico de Sones; con este último ha colaborado como cantante invitada en la grabación del último CD, con la casa discográfica Afroson LA, de Portugal.
Con grupos de otras formaciones, Orquesta Sublime, Neno González, Tripulación Salsera, Hermanos Bravos y el reconocido Trío Los Embajadores.
Alberto Falla, cantante y director del grupo Mayohuacan desarrolla un importante papel en su formación artística.
Ha colaborado con grupos de Teatros uno de ellos Arte Popular, con la dirección de Tito Junco reconocido actor del cine y la televisión cubana ICRT.

## Estudios
Estudia locución en el Centro de Estudio del ICRT, con el profesor Manolo Ortega. Se presenta en los más importantes hoteles internacionales de Varadero. Forma parte de su carrera, las formaciones de los grupos musicales, Yanakuna y el Trío Bellas Cubanas. Deja su huella en diferentes locales de fama internacional como Pico Blanco o Casa de la Amistad, en este último participa con frecuencia en la Peña del Chan-Chan, peña dirigida por eminente músico Máximo Francisco Repilado más conocido como Compay Segundo.
En el 1998 fue escogida para las grabaciones de programas televisivos especiales, registrados por toda Cuba, dividendo la escena con los clásicos de la música campesina, Celina González y Radeunda Lima. En este mismo año graba un sencillo de merengue titulado «La ola latina», para el programa del campeonato deportivo de béisbol en el Estadio Latinoamericano, en La Habana trasmitido por la TVC. Han sido sus maestros del espectáculo, Rafael Hernández y Andrés Gutiérrez, este último, reconocido coreógrafo de los espectáculos en el más importante centro turístico de Cuba, Varadero.
Contratada en el prestigioso hotel de Cuba Meliá Cohiba —Habana Café—, se ha exhibido con personajes como Juana Bacallao, Barri Tatica, Cuarteto Coral Negro y El Muso.

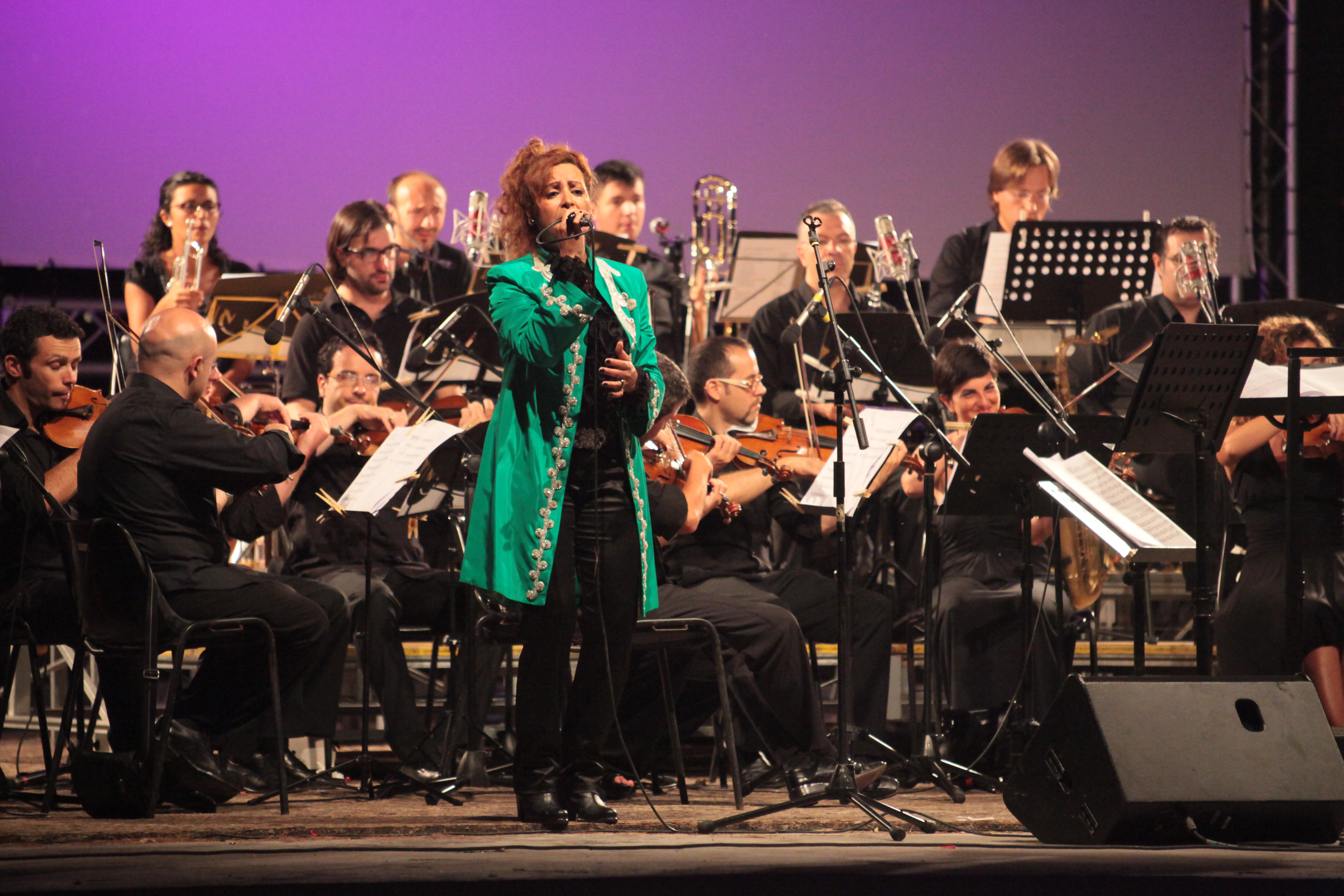
Mariblanca en Concierto con la [https://www.orchestramagnagrecia.info/ Orquesta Sinfónica de la Magna Grecia

## Compartiendo escenario
Compartiendo escena con La Charanga Rubalcaba ,Manuel Licea (Puntillita) , uno de los solistas y reconocido cantante de la música tradicional cubana del proyecto Buena Vista Social Club, gloria de la Cultura cubana y maestro guía en el desarrollo artístico de Mariblanca.
Figuras internacionales tales como Chichí Peralta , Maribel Guardia,Pequeña Orquesta del Mediterráneo" dirigida por el Maestro y compositor Pasquale Menchise entre otros.
Compartiendo escenario con Pedrito Calvo,Adrian Berazain,David Blanco entre otros.
Ha participado en importantes Festivales de Música de fama internacional,Festival de la Música Popular Benny Moré, Festival Eduardo Saborit.

## Radio
En Cuba ha participado en programas radiofónicos de gran audiencia, " Radio Progresso” (Alegrías de Sobremesa),Juventud 2000,Discoteca Popular,Radio Taino Internacional(Con Acento Cubano),Radio Rebelde (Así),(Sonido),Radio Musicales Habana (El Guateque),Radio Metropolitana,Radio Ciudad del la Habana,Radio Càrdenas.En Europa: Radio Mambo (Roma);It's now or never radio RAI (Napoli).

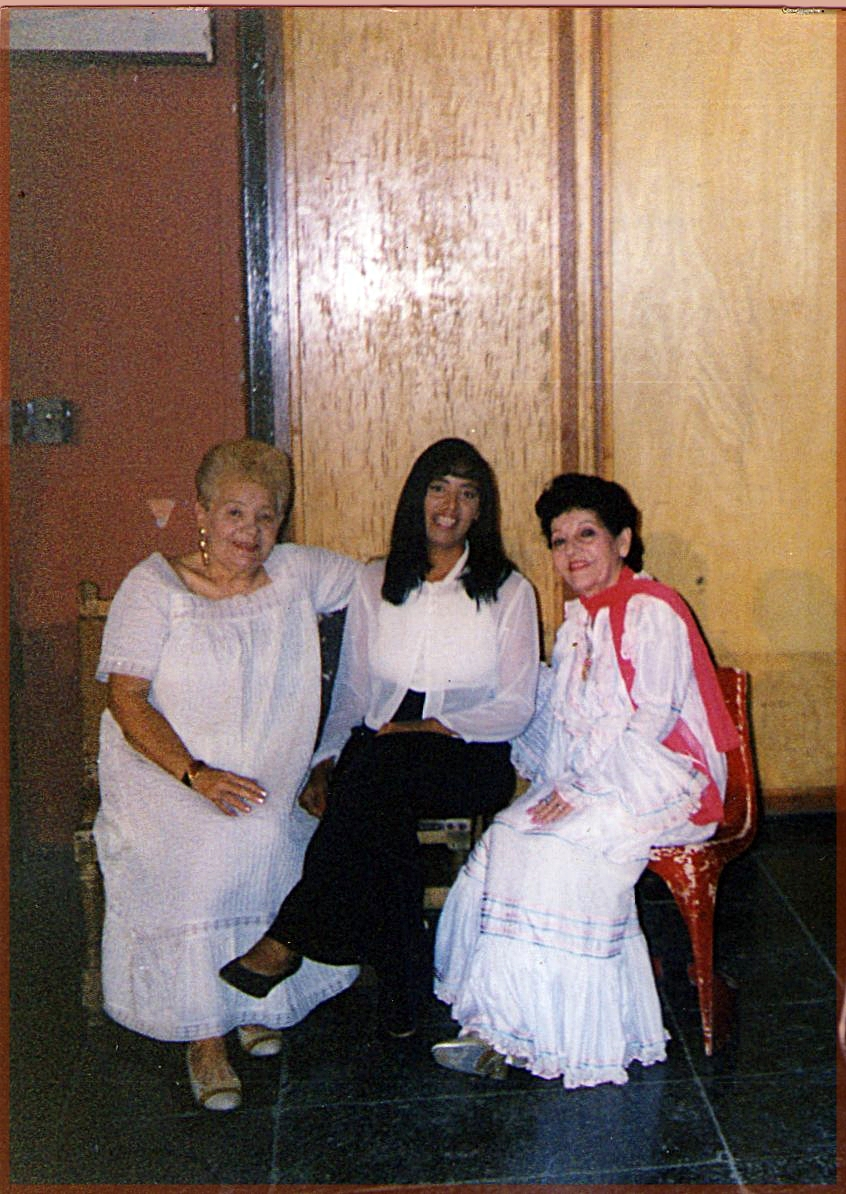
Mariblanca Armenteros junto a su maestra y guía Radeunda Lima una de las compositoras más importantes de la música campesina cubana y Celina Gonzales conocida como la Reina de la Música campesina. Televisión Cubana.

## Televisión
En la Televisión cubana, participa con frecuencia a uno de los programas más seguidos por el público cubano e internacional de alta relevancia histórica y cultural, clasificado el programa televisivo más tradicional de la televisión nacional, Palmas y cañas, dirigido por José Manuel Mena, ha participado en programas tales como, Fama y Aplausos con los grupos Juego de Manos y Moneda Dura, dirigido por Víctor Torres uno de los directores más importantes de los programas musicales de la Televisión Cubana.

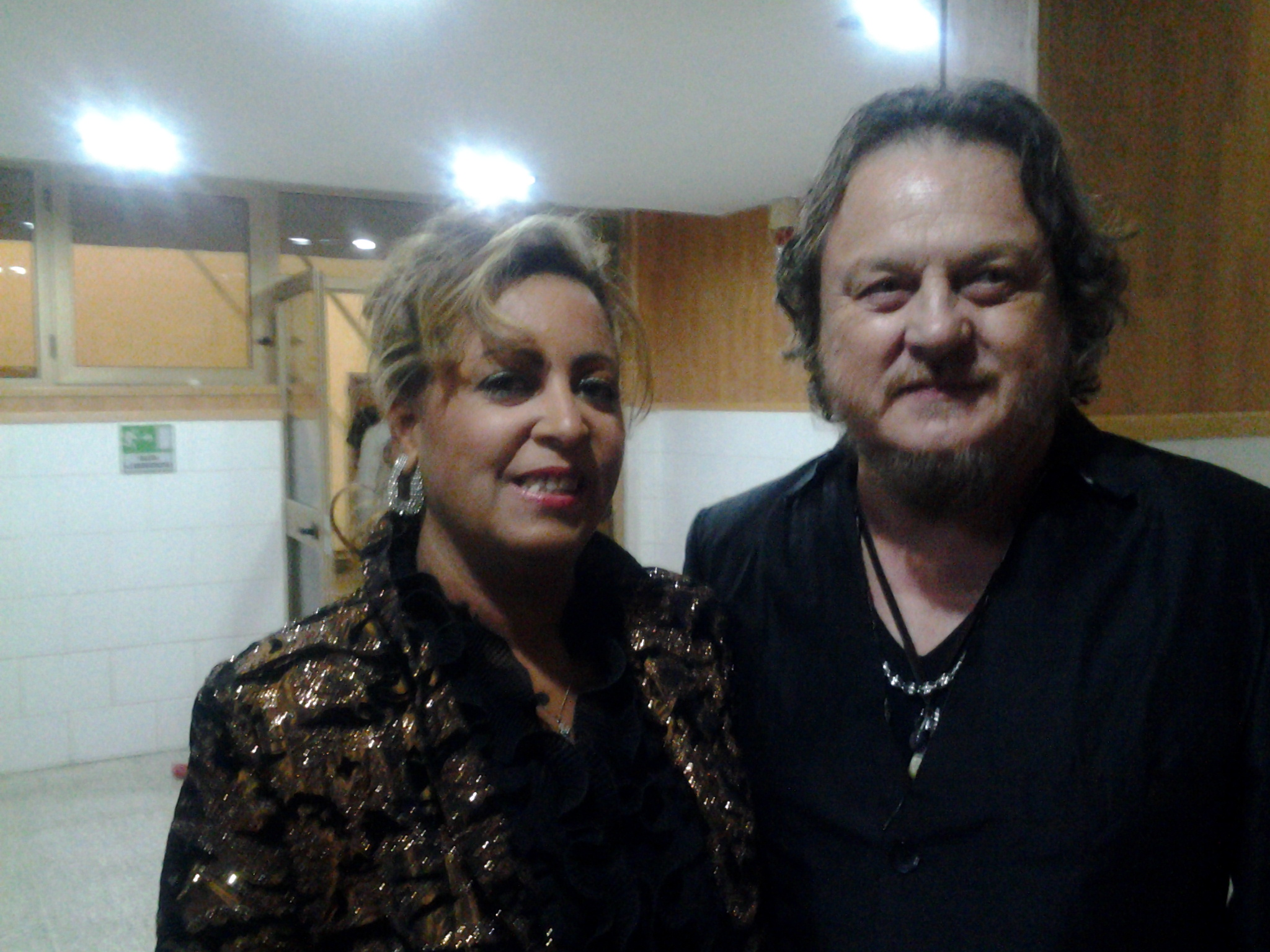
Mariblanca con Zucchero Fornaciari

Las más recientes apariciones televisivas en Europa' Italia han estado TVM Puglia''Sábado & Domenica Estate, Unomattina  ,  Premio Barocco AWARD ,  Meeting del Mare Rai 1.Gold Tv.
Festival Internacional de la Canción BÚLGARA, Sofía. Cuba le Canta a Italia Teatro Nacional de Cuba,
participación especial a la XII y XV SEMANA DE LA CULTURA ITALIANA A CUBA, invitada por la Embajada Italiana a Cuba.
Compartiendo escenario con Pedrito Calvo,Adrian Berazain,David Blanco.
- Compartiendo escenario con el popular músico y cantante Italiano Zucchero Fornaciari en su presentación a La Habana de su último CD  La sesión cubana.
- Presentación al Alexanderplatz Jazz Club, local más histórico de la gran metrópolis Europea (Roma), donde se han presentado y se presentan grandes intérpretes y músicos del Jazz Mundial.

Mariblanca ha sido protagonista de numerosos conciertos, en países de América Latina y Europa, México, Honduras, Argentina, Colombia, Guatemala, Italia, España, etc. Gran Concierto Ritmo de Cuba con la extraordinaria Orquesta Sinfónica de la Magna Grecia;

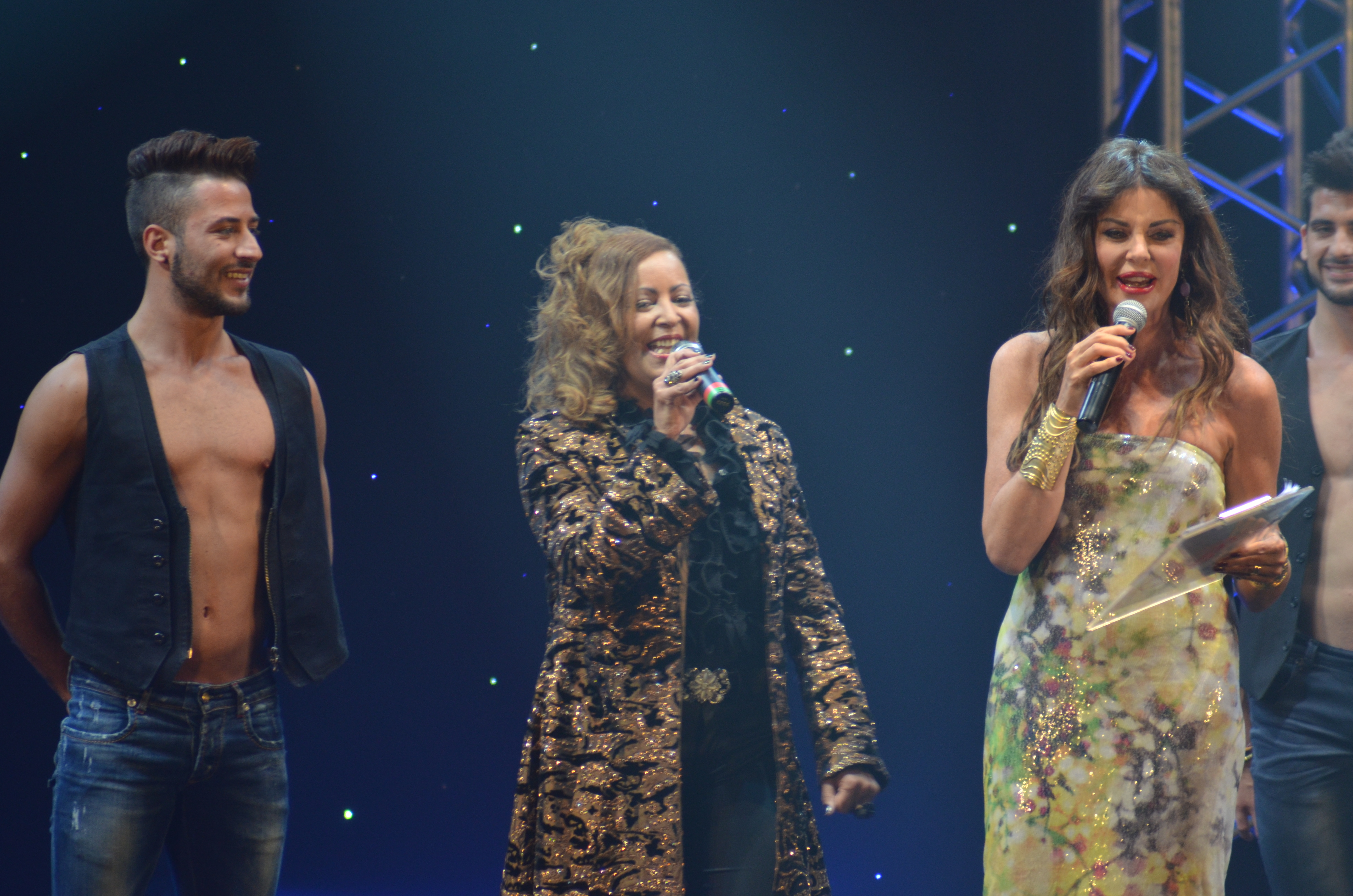
Mariblanca Armenteros y Alba Parietti,Premio Barocco

Teatro TRIANON, Nápoles

## Géneros de interpretación
- Bolero
- Feelig
- chachacha
- Guaracha
- Son
- Salsa (género musical)

Su incursión en el jazz , llevando los diversos géneros de la mùsica cubana con innovadores arreglos musicales influesiados del Jazz tradicional tales como el Cool jazz,bebop.

## Beneficencia
- En el año 2012 es llamada en Italia a colaborar como cantante invitada a un proyecto (CD del título "DI PIÚ") de beneficencia por la Solidaridad; Prevención ; Accidentes Estatales;Omicidios y Maltratos a las Mujeres.
- En el año 2015 participa al espectáculo de beneficencia "Tutti per Uno" junto a varios artistas de calibre internacional.

## Discografía
Presentación a La Habana del CD cha cha cha ETERNO RITMO de la discográfica WalkyriaMusic con la grande y prestigiosa Orquesta de Enrique Jorrín inventores del Chachachá en el mundo , con este proyecto lleva a cabo un rescate de este famoso y popular género musical cubano.
- Mariblanca. PRESENTACION a la Habana del CD "Chachacha Eterno Ritmo"

- CD Cuba Eres Mimosa. Música cubana de autor. WalkyriaMusic 2022

Un proyecto musical, con valor cultural, en cuyo centro de atención están los autores cubanos a quienes se debe la creación del patrimonio musical de Cuba y que ahora forman parte, de pleno derecho, de la historia.🇨🇺️

## Referencias

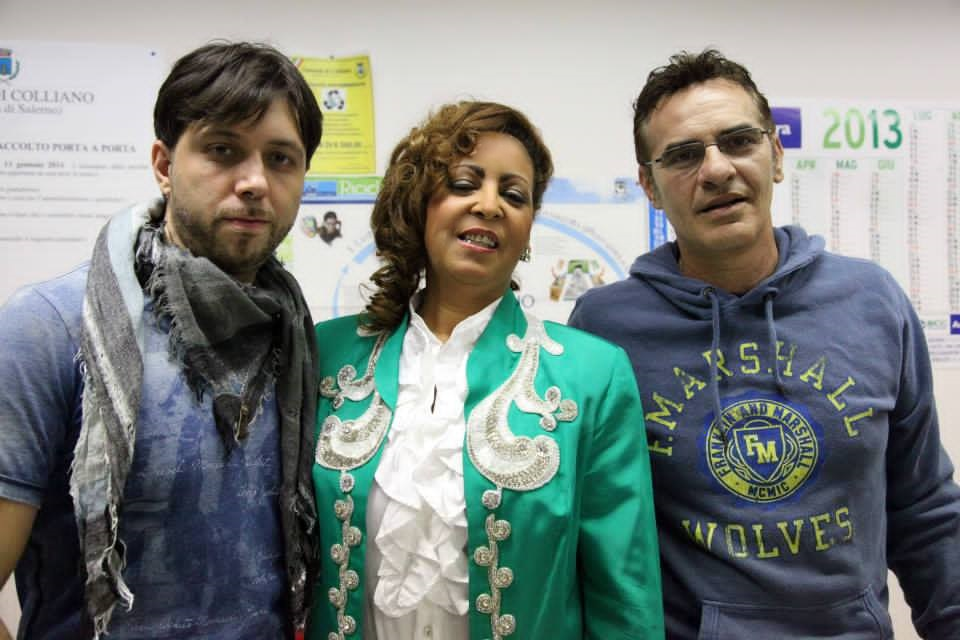
Alberto Pizzo - Mariblanca Armenteros y Francesco Baccini

### Videos
- Mariblanca. Concierto en vivo showreel CUBA LINDA
- Mariblanca.Concierto con la ORQUESTA SINFONICA DELLA MAGNA GRECIA
- Mariblanca.  TELEVISIÓN CUBANA-Palmas y Cañas
- Mariblanca.  Rai-TELEVISIÓN ITALIANA- Premio Barocco Award

- Mariblanca. TELEVISIÓN BULGARA-Festival de la canción búlgara

### Prensa
- Mariblanca.   PRENSA CUBANA-Gran Gala Cuba le Canta a Italia
- Mariblanca.   PRENSA ITALIANA-Concierto con Orquesta Sinfónica
- Mariblanca.   PRENSA ITALIANA-Concierto con Orquesta Sinfónica

- Mariblanca. PRENSA ITALIANA-Concierto "CUBA LINDA"

- Datos: Q5998086
- Multimedia: Mariblanca Armenteros / Q5998086